# Menaidas
Menaidas war ein böotischer Töpfer, tätig in der 1. Hälfte des 6. Jahrhunderts v. Chr.
Er ist nur bekannt durch seine Signatur auf vier Gefäßen:
- Aryballos Paris, Louvre CA 128
- Aryballos in Form einer Feldflasche Athen, Kanellopoulos Museum 737
- Aryballos in Form eines Granatapfels Bonn, Akademisches Kunstmuseum 2128
- birnenförmiges Alabastron, Heidelberg, Antikenmuseum der Universität Z 1

Alle vier Gefäße hat er nach der Inschrift für einen gewissen Charops gefertigt.